# Saúde comunitária
Saúde comunitária foi definido como "a saúde em um grupo de indivíduos, incluindo a distribuição dos níveis de saúde dentro do grupo." O objetivo é melhorar a saúde de uma certa população. Uma etapa primária para alcançar este objetivo é reduzir inequalidades entre os grupos ou membros da população. O objetivo da saúde comunitária é olhar além do foco em indivíduos da medicina e da saúde pública tradicional, através da resolução de fatores que impactam a saúde da população em geral, tais como ambiente, estrutura social, distribuição de recursos, entre outros. Um tema importante da saúde comunitária são determinantes sociais da saúde.
De uma perspectiva da saúde comunitária, saúde não é simplesmente definida como um estado livre de doenças, mas como "a capacidade das pessoas para adaptarem, responderem, ou controlarem os desafios e mudanças que ocorrem na vida."